# Тахар
Тахар (дарі تخار — Taxār, пушту تخار) — провінція на північному сході Афганістану на таджицькому кордоні. 2001-го у цій провінції у кишлаку «Ходжа-Бахаутдін» був убитий відомий польовий командир Ахмад Шах Масуд.

## Сусідні провінції
| Афганістан | Це незавершена стаття з географії Афганістану. Ви можете допомогти проєкту, виправивши або дописавши її. |